# 西王集團
西王集團有限公司，簡稱西王集團（英語：Xiwang Group Company Limited），在1986年由位於中國山東省鄒平縣創立的「西王面粉厂」。
業務生產果糖、低聚糖、食用级葡萄糖、果葡糖浆、葡萄糖酸盐、麦芽糊精、玉米油、特钢外，還經營置业、酒水、物流、热电等行業。在2005年12月9日，把旗下西王糖業（已除牌，當時為2088.HK）安排在香港交易所主板上市，直至在2013年10月18日，已成為西王置業控股有限公司（港交所：2088）。而在2011年把西王食品（深交所：000639）注入當時上市公司的，湖南金德發展股份有限公司。到了2012年2月23日，把旗下特鋼業務的西王特鋼有限公司（港交所：1266）在香港上市，也就是已有3家上市公司企業的。2019年10月25日，西王集团出現債券違約。

## 外部連結
- 西王集團 （页面存档备份，存于）